# 貝赫泰里

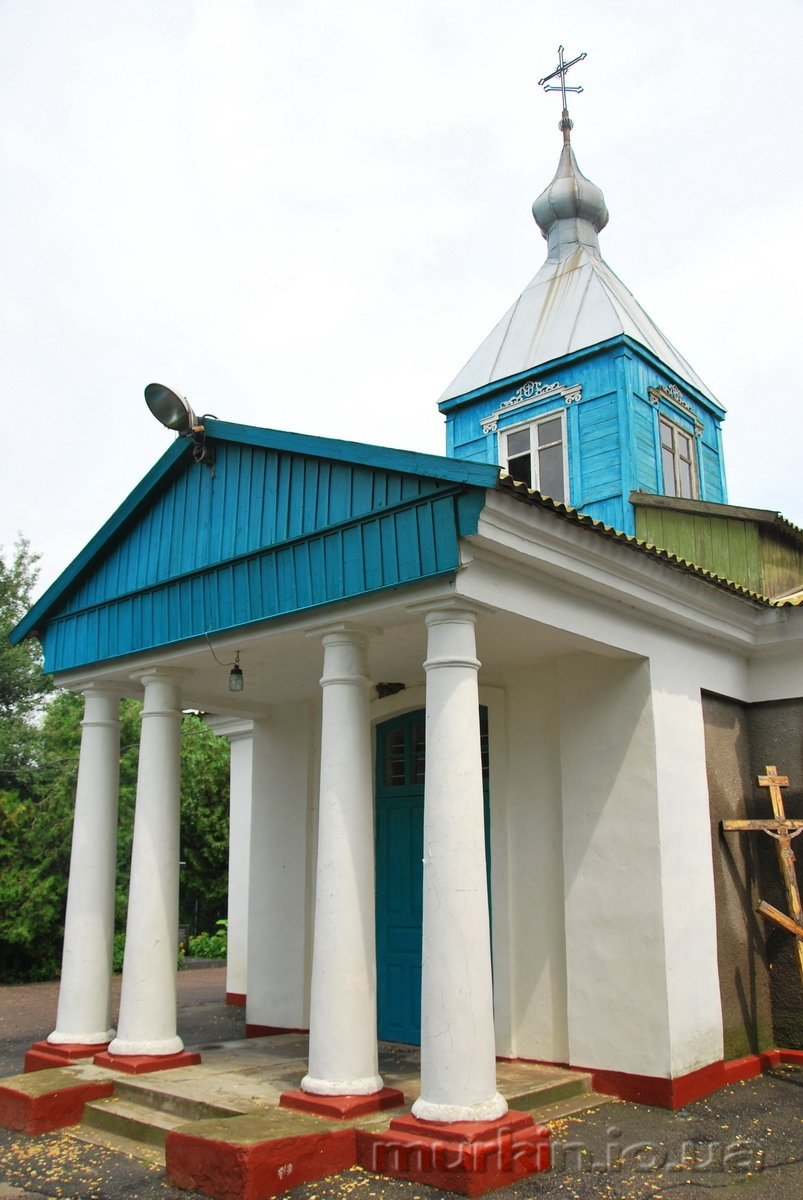
教堂

貝赫泰里（羅馬化：Bekhtery），是烏克蘭南部赫爾松州斯卡多夫斯克區贝赫泰里市镇内的村落，及该市镇的行政中心。始建於1799年，面積4.54平方公里，海拔高度7米，2001年人口3,045，人口密度每平方公里671.4人。